# 751.
◄ | 7. stoljeće | 8. stoljeće | 9. stoljeće | ►
◄ | 720-ih | 730-ih | 740-ih | 750-ih | 760-ih | 770-ih | 780-ih | ►
◄◄ | ◄ | 748. | 749. | 750. | 751. | 752. | 753. | 754. | ► | ►►
Astronomija • Književnost • Kršćanstvo • Pravo • Promet

## Događaji
- Pipin Mali okrunjen za kralja Franačke.
- Bitka za Talas, u kojoj se arapska vojska sukobila sa snagama kineske dinastije Tang u blizini Samarkanda

## Vanjske poveznice
|  | Zajednički poslužitelj ima još gradiva o temi 751. |